# タケノ
株式会社タケノ（英: Takeno Co., Ltd.）は、福岡県福岡市博多区に本社を置く外食チェーン。「竹乃屋」、「肉バルGOTCHA」などのブランドで飲食店を展開している。

## 概要
創業者竹野孔が、父親の経営する食堂の倒産を機に、1976年8月18日に5坪13席の「焼鳥豊竹」を開業。1979年に有限会社化し、2002年に株式会社化した。2009年から多店舗展開に本格的に乗り出し、福岡県、佐賀県、大分県、熊本県、鹿児島県、宮崎県、大阪府の駅立地を中心に多業態展開している。
新型コロナによる緊急事態宣言を受け飲食店を休業し、1週間で即席の通販サイトを作り、全スタッフ総出でぐるぐる巻きの作業に当たって1000名以上にのぼるスタッフたちの給料を補填した。コロナ禍でも攻めの姿勢を崩さず、2021年は過去最多となる18店舗を出店。
2022年6月10日に醸造免許を取得し、九州初となる都市型ワイナリー「博多ワイン醸造所」でワインの醸造を開始した。

## 事業

### 外食事業

#### 現行の展開店舗
- 「竹乃屋」（たけのや） [4]- 博多ぐるぐるとりかわ[5]を中心とした居酒屋。焼き鳥居酒屋は「豊竹」の屋号で、いけす海鮮居酒屋を「竹乃屋」で展開していたが、焼き鳥といけす海鮮の両方を扱う総合居酒屋としてオープンした八田店から居酒屋業態の屋号を竹乃屋で出店している。
- 「肉バルGOTCHA」（にくばるがっちゃ） - 肉料理を中心とした店。
- 「トンカツあかね農場」 - トンカツと卵かけご飯の店とし開店したが、現在はトンカツ専門店となっている。
- 「3&」（サンド） - 醗酵スカッシュと自家製パンの店。1度、2度、3度と味わって欲しいという思いを込めて名付けられた[6]。
- 「竹乃屋のやきとり」 - 焼き鳥居酒屋竹乃屋のテイクアウト専門店。
- 「辛みそ鉄板焼肉竹ちゃん亭」 - にんにくと辛味噌･油･キャベツを合わせた焼肉を鉄板で提供する店。
- 「博多カレーパン研究所」 - 個性派具材のカレーパン専門店。
- 「TAKENO FARM」 - 「平飼い卵と、ごちそう」をテーマにし、「平飼い卵あかねの虜直売所」「ソフトフランスパン工房」「発酵シロップ工房」「レストラン」「セレクト食物販」の店。

#### 展開終了の店舗
- 「豊竹」（とよたけ） - 創業の焼き鳥居酒屋。現在は屋号を「竹乃屋」に統一し展開。
- 「蛮風」（バンブー） - 焼き肉専門店。竹の英訳バンブー（bamboo）から名付けられた。
- 「坂の上の雲」 - 蕎麦と焼き鳥の居酒屋。立地が小高い坂の上にあったことから名付けられた。
- 「博多一口餃子ICHIRO」（いちろ） - 手作り餃子の専門店。
- 「天瓶炉」（てんぺろ）- 串揚げとビュッフェ。
- 「天ぷら定食えびす食堂」 - 天ぷらが上がった都度一品ずつ提供する「揚げ出し」方式の天ぷら専門店。
- 「川端シュー」 - つまんでご卵を使ったシュークリームを中心としたスイーツ店[7]。Murより業態変更。
- 「たまごかけごはんあかね農場」 - つまんでご卵を使った卵かけご飯専門店。
- 「ビストロ・タケノヤ」 - 施設からの依頼で新規業態として始めた洋風居酒屋。
- 「トン鳥屋」 - 七輪焼きの鶏焼肉、豚焼肉の店。

FC加盟による店舗
- 「パティスリー・Mur」（ミュール） - 100円ケーキのお店。（撤退）
- 「杉玉」 - 寿司居酒屋（株式会社スシロークリエイティブダイニング）
- 「パンチョ」 - ナポリタン（株式会社B級グルメ研究所）
- 「すだく」 - 近江焼肉ホルモン（株式会社総合近江牛商社）（撤退）
- 「萬まる」 - 炭火焼肉（株式会社ビッグアーム）（撤退）

### 通信販売事業
- 竹乃屋オンラインショップ

新型コロナウイルス感染拡大による、2020年4月7日に福岡県に出された緊急事態宣言を受け外食店舗が休業せざるを得なくなり、事業維持のため同年4月12日に通販サイトを緊急オープンさせた。福岡PayPayドーム店出店に伴い、提供時間を短縮するために開発していた調理済み焼き鳥を商品としたため、緊急事態宣言からわずか5日でのオープンを可能とした。
2022年2月に通信販売酒類販売免許を取得し種類の販売も開始した。

### ワイン醸造
- 博多ワイン醸造所

竹乃屋JRJP店は、九州初となる「都市型ワイナリー」として営業。博多駅で醸造風景を見ながら食事ができる。
2022年6月10日に醸造免許を取得し、6月13日よりチリ産カヴェルネソービニヨンの醸造を開始した。
リリースされたワイン
| リリース日     | 色         | 品種                         | 産地             |
| -------------- | ---------- | ---------------------------- | ---------------- |
| 2022年9月14日  | 赤         | カベルネ・ソーヴィニヨン     | チリ             |
| 2022年10月27日 | 赤         | シラーズ                     | オーストラリア産 |
| 2022年11月30日 | 白         | ナイアガラ                   | 長野県塩尻       |
| 2022年11月30日 | ロゼ       | コンコード                   | 長野県塩尻       |
| 2023年1月26日  | 赤         | カベルネ・ソーヴィニヨン     | 兵庫県神戸       |
| 2023年2月7日   | 赤         | マスカット・ベーリーA        | 山形県米沢       |
| 2023年2月7日   | ロゼ       | マスカット・ベーリーA        | 山形県米沢       |
| 2023年3月29日  | 白         | 甲州                         | 山形県韮崎       |
| 2023年7月20日  | ロゼ       | スチューベン                 | 青森県           |
| 2023年10月24日 | マスカット | マスカット・ゴルド・ブランコ | オーストラリア   |
| 2023年11月15日 | 白         | ナイアガラ                   | 長野県塩尻       |
| 2023年11月15日 | オレンジ   | ナイアガラ オレンジ          | 長野県塩尻       |
| 2023年12月19日 | 赤         | コンコード                   | 長野県塩尻       |
| 2023年12月19日 | ロゼ       | コンコード                   | 長野県塩尻       |
| 2024年3月26日  | 赤         | シラーズ                     | オーストラリア   |
| 2024年6月4日   | 白         | ソーヴィニヨン・ブラン       | オーストラリア   |
| 2024年11月20日 | オレンジ   | ナイアガラ オレンジ          | 長野県塩尻       |
| 2024年11月20日 | 赤         | コンコード                   | 長野県塩尻       |

### フランチャイズ事業
2020年6月1日から主力業態である「竹乃屋」のパートナー加盟の募集を開始。2023年4月に1号店「竹乃屋甘木駅前店」がオープンした。

## 経営理念
経営理念
- 心地よい食の空間を創造し、社会に貢献・奉仕する

社是
- 区内町御用達の明るく元気な食のコミュニティ空間

企業理念
- すべてはお客様の笑顔のために
- 共に働く仲間の幸福の追求
- 社会に明日への活力を与える

経営基本方針
- 美味しい真心のこもった料理を創造
- 真心のゆきとどいたサービスを創造
- 明るく活気に充ちた雰囲気を創造

## 沿革
- 1976年8月18日 - 福岡市博多区諸岡にて「焼鳥豊竹」を創業
- 1976年11月 - 福岡市博多区東比恵に「豊竹東比恵店」（現竹乃屋本店）オープン
- 1979年4月5日 - 法人「有限会社タケノ」設立
- 1996年10月31日 - 福岡市博多区博多駅南に「豊竹駅南店」オープン（2016年6月26日閉店）
- 1998年3月 - 福岡市博多区東比恵に「竹乃屋東比恵店」オープン
- 1998年10月1日 - 福岡市博多区上牟田に「焼肉屋蛮風」オープン（2011年12月28日閉店）
- 2001年3月27日 - 福岡市東区八田に「竹乃屋八田店」オープン
- 2002年10月10日 - 株式へ組織変更「株式会社タケノ」
- 2003年7月11日 - 糟屋郡粕屋町仲原に「竹乃屋仲原店」オープン
- 2003年12月2日 - 福岡市博多区博多駅中央街1階に「竹乃屋デイトス店」オープン（2009年10月23日リニューアル・2017年1月15日閉店）
- 2004年8月23日 - 糟屋郡粕屋町長者原に「長者の柿の樹」オープン（2014年2月28日閉店）
- 2004年11月13日 - 春日市春日に「坂の上の雲」オープン（閉店）
- 2007年1月16日 - 福岡市博多区祇園に「伝右衛門」オープン（2015年9月4日閉店）
- 2007年4月1日 - 「天瓶炉 香椎店」を買収（2007年11月25日閉店）
- 2008年7月1日 - 福岡市中央区に「竹乃屋電気ビル店」オープン（2017年4月10日閉店）
- 2009年1月 - ダイニング天天グループ6店舗をM&Aにて企業買収
- 2009年11月24日 - 糸島市波多江駅北に「天ぷらえびす食堂波多江店」オープン
- 2010年4月10日 - 佐賀県鳥栖市に「竹乃屋鳥栖店」オープン
- 2010年11月30日 - 糟屋郡粕屋町仲原に「パティスリーミュール粕屋店」オープン（2015年2月11日閉店）
- 2010年12月7日 - 博多区博多駅東に「ビストロ・タケノヤ駅東店」オープン（2016年3月26日閉店）
- 2011年2月1日 - 博多区吉塚本町に「竹乃屋吉塚店」オープン
- 2011年3月3日 - 福岡市博多区博多駅中央街に「ビストロ・タケノヤJR博多シティ店」オープン（2023年6月25日閉店）
- 2011年3月18日 - 福岡市中央区天神に「天神バル・タケノヤ 福岡パルコ店」オープン（2019年2月3日閉店）
- 2011年7月21日 - 福岡市西区姪浜駅南に「竹乃屋姪浜店」オープン（2015年10月17日閉店）
- 2011年10月5日 - 福岡市博多区博多駅東に「竹乃屋駅東店」オープン（2016年2月27日閉店）
- 2011年12月20日 - 福岡市博多区上川端町に「竹乃屋川端店」オープン
- 2012年6月12日 - 福岡市博多区博多駅前に「竹乃屋博多駅前店」オープン
- 2012年10月13日 - JR小倉駅に「竹乃屋小倉エキナカ店」オープン
- 2012年11月23日 - 博多駅マイングに「パティスリーミュールマイング店」オープン（閉店）
- 2012年12月15日 - 福岡市博多区上川端町に「博多川端シュー」オープン（2015年2月11日閉店）
- 2013年6月26日 - パティスリーミュール粕屋店・マイング店を博多川端シューに屋号変更
- 2013年8月6日 - 福岡市博多区上川端町に「卵かけご飯あかね農場」オープン（2016年11月30日閉店）
- 2014年2月1日 - 福岡市博多区水谷に「博多川端シュー千早駅前店」オープン（2015年2月11日閉店）
- 2014年2月4日 - 福岡市博多区水谷に「竹乃屋千早駅前店」オープン
- 2014年2月20日 - 福岡市博多区吉塚本町に「ビストロ・タケノヤ吉塚駅前店」オープン（2022年11月5日閉店）
- 2014年2月25日 - 福岡市博多区吉塚本町に「トンカツカラアゲあかね農場」オープン
- 2014年4月2日 - 糟屋郡新宮中央駅前に「竹乃屋新宮中央駅前店」オープン（2022年5月22日閉店）
- 2014年11月11日 - 福津市日蒔野に「竹乃屋福間駅前店」オープン
- 2015年3月23日 - 福岡市中央区大名に「鶏鮮竹乃屋大名店」オープン（2020年4月4日閉店）
- 2015年4月16日 - JR大分駅に「ビストロ・タケノヤおおいたシティ店」オープン（2022年5月22日閉店）
- 2015年4月16日 - JR大分駅に「天天おおいたシティ店」オープン（2021年6月20日閉店）
- 2015年9月24日 - 福岡市中央区冷泉町に「竹乃屋祇園店」オープン
- 2016年3月18日 - 博多バスターミナルに「竹乃屋博多バスターミナル店」オープン
- 2016年4月15日 - 天神ソラリアステージに「竹乃屋ソラリアステージ店」オープン
- 2016年9月24日 - 博多バスターミナルに「餃子一口博多バスターミナル店」オープン（2020年11月15日閉店）
- 2017年3月17日 - 福岡市中央区六本松に「餃子一口六本松店」オープン（2020年11月15日閉店）
- 2017年4月24日 - 福岡市中央区六本松に「竹乃屋六本松店」オープン（2022年5月7日閉店）
- 2017年7月31日 - JR南福岡駅に「竹乃屋南福岡駅ナカ店」オープン
- 2017年11月13日 - 糟屋郡新宮町に「竹乃屋福工大前駅店」オープン（2021年1月15日閉店）
- 2018年5月14日 - JR香椎駅に「竹乃屋香椎駅店」オープン（2021年1月15日閉店）
- 2019年3月28日 - JR小倉駅に「とりかわ竹乃屋アミュプラザ小倉店」・「肉バルGOTCHAアミュプラザ小倉店」オープン
- 2019年4月26日 - 西鉄大橋駅に「竹乃屋大橋駅ナカ店」オープン
- 2019年7月19日 - 福岡市博多区美野島に「竹乃屋美野島店」オープン（2020年8月9日閉店）
- 2019年9月14日 - サクラマチ熊本に「とりかわ竹乃屋サクラマチ店」オープン
- 2019年9月14日 - サクラマチ熊本に「竹乃屋別館サクラマチ店」（2023年1月31日閉店）
- 2019年9月14日 - サクラマチ熊本に「竹乃屋のやきとりサクラマチ店」オープン
- 2019年9月14日 - サクラマチ熊本に「肉バルGOTCHAサクラマチ店」オープン
- 2019年11月13日 - 福岡市博多区東比恵に「竹乃屋東比恵本店」リニューアルオープン
- 2020年4月12日 - 通販事業開始。「竹乃屋オンラインショップ」オープン
- 2020年6月1日 - 竹乃屋パートナー加盟募集を開始
- 2020年7月12日 - 福岡PayPayドームに「とりかわ竹乃屋PayPayドーム店」オープン
- 2020年8月1日 - 福岡空港3階南側に「竹乃屋福岡空港店」オープン
- 2020年11月17日 - 博多バスターミナルに「竹ちゃん亭博多バスターミナル店」オープン
- 2021年3月31日 - 福岡市中央区六本松に「杉玉六本松」オープン（2024年2月29日）
- 2021年4月23日 - アミュプラザ熊本に「竹ちゃん亭アミュプラザくまもと店」オープン（2023年5月28日閉店）
- 2021年4月24日 - 福岡市東区千早に「竹乃屋やきとり＋3＆ガーデンズ千早店」オープン
- 2021年5月15日 - 西鉄大橋駅に「パンチョ大橋駅ナカ店」オープン
- 2021年6月15日 - 博多駅に「3&博多駅コンコース店」オープン（2021年11月23日閉店）
- 2021年6月18日 - 熊本市西区春日に「杉玉熊本駅」オープン（2024年3月31日閉店）
- 2021年6月30日 - JR小倉駅に「3&VIERRA小倉駅店」・「竹乃屋のやきとりVIERRA小倉駅店」オープン
- 2021年7月21日 - JRおおいたシティに「とりかわ竹乃屋おおいたシティ店」オープン
- 2021年7月26日 - 糟屋郡新宮町に「萬まる福工大前駅店」オープン（2022年1月23日閉店）
- 2021年7月30日 - JR小倉駅に「パンチョVIERRA小倉店」（2023年9月26日閉店）
- 2021年7月30日 - 「竹乃屋VIERRA小倉店」オープン
- 2021年8月25日 - JR小倉駅に「フジヤマ55VIERRA小倉店」オープン
- 2021年10月6日 - 福岡市博多区美野島に「杉玉美野島」オープン（2023年11月18日閉店）
- 2021年10月13日 - 北九州市戸畑区に「すだく北九州店」オープン（2023年1月31日閉店）
- 2021年10月26日 - 大阪市北区梅田に「3&エキマルシェ大阪店」オープン
- 2021年12月22日 - 博多デイトス地下1階に「竹乃屋デイトス店」オープン
- 2022年3月18日 - JR小倉駅に「博多カレーパン研究所」オープン[9]（３＆に併設）
- 2022年3月18日 - JR長崎駅に「竹乃屋長崎駅ナカ店」オープン
- 2022年4月9日 - センテラス天文館に「とりかわ・もつ鍋竹乃屋 センテラス天文館店」オープン（2024年11月30日閉店）
- 2022年4月9日 - センテラス天文館に「ぐるぐるとりかわ竹乃屋 センテラス天文館店」オープン
- 2022年4月9日 - センテラス天文館に「杉玉センテラス天文館」オープン
- 2022年4月21日 - トリアス久山に「TAKENO FARM」オープン[10]
- 2022年4月28日 - ジ・アウトレット北九州に「竹乃屋 ジ・アウトレット北九州店」オープン
- 2022年5月20日 - JRJP博多ビルに「博多ワイン醸造所 竹乃屋」オープン
- 2022年6月10日 - 醸造免許を取得（同13日よりワイン醸造を開始）
- 2022年6月23日 - JRおおいたシティに「ヒョンチャンプルコギJRおおいたシティ店」オープン
- 2022年7月14日 - エキマルシェ大阪に「竹乃屋 エキマルシェ大阪店」オープン
- 2023年4月15日 - 福岡県朝倉市に「竹乃屋甘木駅前店（FC）」オープン
- 2023年7月13日 - 北九州市戸畑に「トン鳥屋 戸畑店」オープン（2023年12月30日閉店）
- 2023年7月21日 - アミュプラザ博多10階に「博多ワイン醸造所竹乃屋 アミュ博多店」オープン
- 2023年11月30日 - 西鉄久留米駅に「竹乃屋 西鉄久留米駅店」オープン
- 2024年3月3日 - 福岡PayPayドームに「竹乃屋 鷹正」オープン
- 2024年3月23日 - アミュプラザみやざきに「竹乃屋 宮崎駅ナカ店」オープン
- 2024年11月21日 - 福岡空港2階に「竹乃屋 国内線フードコート店」オープン
- 2024年12月27日 - 広島県福山駅に「竹乃屋 福山駅ナカ店」オープン

## 関連会社
- 株式会社タケノホールディングス
- 株式会社タケノフードサービス
- タケノファーム株式会社
- 有限会社ふく泉